# Philips G7000
Philips G7000, Magnavox Odyssey, Philips Videopac G7000, Philips Odessey naziv je za istu igraću konzolu koju je razvila američka tvrtka Magnavox i na tržište je izašla 1978. Ova konzola pripada drugoj generaciji igraćih konzola i poboljšanje na prijašnju konzolu Odyssey, poboljšanja koja su napravljena su sljedeća: tipkovnica,  igraća palica (prvenac), i memorijske kasete. Tijekom 1978. tvrtku Magnavox je kupila nizozemska tvrtka Philips.